# ساموري توري
ساموري توري (1828 - 2 يونيو 1900)، المعروف أيضًا باسم لافيا توري، هو رجل دين مسلم من الشعب الماندينغي، واستراتيجيًا عسكريًا، ومؤسس سلطنة واسولو، وهي إمبراطورية إسلامية امتدت عبر شمال وشرق غينيا الحالية، وشمال شرق سيراليون، وجنوب مالي، وشمال كوت ديفوار، وجزء من جنوب بوركينا فاسو. وهو مسلم متدين للغاية من المذهب المالكي للفقه الديني للإسلام السني، وقد نظم إمبراطوريته وبرر توسعها بالمبادئ الإسلامية.
قاوم توري الحكم الاستعماري الفرنسي في غرب أفريقيا من عام 1882 حتى القبض عليه في عام 1898. وهو الجد الأكبر لرئيس غينيا الأول أحمد سيكو توري.
ولد في المنطقة التي تعرف في الوقت الحاضر بجمهورية غينيا، التي تقع على بعد أميال قليلة من حدود سيراليون وليبيريا. ولم يكن ساموري عالما، وإنما كان رجلا أميا ينتمي إلى أسرة توري. كان لرحلات ساموري الأولى التي بدأها من الدبولا أكبر الأثر في تأثره بحركة إحياء الإسلام المعاصرة.
واكتسب تجربته الأولى عندما كان يعمل جنديا في خدمة ملك الماندي، واكتسب كذلك خبرة في مجال التوسع، فطمع في فتح دولة إسلامية جديدة من بين دويلات الماندي الصغيرة الواقعة في الجنوب من أملاك الحاج عمر القوني. وتمكن ساموري من تأسيس نواة دولته في منتصف الستينات من القرن التاسع عشر الميلادي. وحصل في عام 1871 على لقب الإمام. وبنى المساجد وطبق أحكام الشريعة الإسلامية على رعاياه. وسيطر على مصادر الذهب في البوري. ومد فتوحاته بهمة إلى النيجر، ودخل في حرب مع أحمد سيكو عام 1884. ومن المحتمل أن يكون قد شيد دولة جديدة في مالي. وكان عليه أن يواجه الاستعمار الفرنسي الذي قدم للاستيلاء على الموارد الكثيرة، ودخل معهم في مناوشات يسيرة في بادئ الأمر. وفي الفترة ما بين 1882/1887 قدم الفرنسيون من جهة واحدة، وطلبوا عقد معاهدة لتحديد الحدود المشتركة بينه وبينهم. وكان الزحف الفرنسي مؤقتا، ولكن في عام 1891، تصادموا بيساندوجو، وأصبح على ساموري أن يتوجه إلى الشرق لمواجهتهم فيما يعرف في الوقت الحاضر بساحل العاج، كما كان عليه أن يتجه إلى الجنوب الغربي من غانا، ولكن في النهاية تمكنت فرنسا من الالتقاء معه مرة ثانية وأسرته وكان ذلك عام 1898، وفي تلك الأثناء كان ساموري مشغولا بتشييد دولته الجديدة. ومات في المنفى عام 1900 ميلادي.

## السيرة الذاتية
يُعد ساموري توري من الزعماء الأفارقة المسلمين الذين لعبوا دورًا مهمًا في غرب القارة قبل الاستعمار وبعده، وقد استمر يحارب الاستعمار الفرنسي حوالي سبعة عشر عامًا.

### نشأة ساموري توري
ولد ساموري توري عام 1830م في سانكورو في جمهورية غينيا كوناكري، وهو ينتمي إلى مجتمع الديولا التجاري، ولما بلغ سنة السابعة ذهب للعيش مع خالته على بعد عشرين ميلا في إحدى القرى المجاورة، وعندما بلغ 18 عاما أرسله أبوه إلى صديق له بدولة ساحل العاج ليتعلم تجارة السلاح، ومن خلال ذلك عرف ساموري أماكن الحصول على السلاح؛ فبدأ يفكر في بناء امبراطوريته، وخلال هذه المرحلة سافر إلى عدة مناطق في غرب أفريقيا فاطلع على نظام حياة عدة مجتمعات هناك.
وفي عام 1852م أسرت قبيلة سيسيه بقيادة الأمير سيري براهيما والدة توري، وعند سماعه هذا الخبر أخذ يفكر في أفضل الطرائق لإنقاذ والدته من الأسر، وقرر خدمة ملك قبيلة سيسيه كمحارب لسبع سنوات مقابل الإفراج عن والدته، وخلال تلك المرحلة استطاع أن يتعلم طرق الدبلوماسية بالإضافة إلى تدربه على فن قيادة الإغارة والحروب.
وقد اختطف ابنه عندما كان عمره 12 سنة وتم تعليمه الثقافة الغربية وعاد إلى بلده شابا يطالب أبوه وقومه على التخلي عن فكرة الجهاد وعارضه أبوه فقتله.
شكّل ساموري جماعة تولى رئاستها بنفسه وأقسم على بناء دولة إسلامية في تلك المنطقة، ثم قام ساموري بتدريب رجاله على فنون القتال وسلحهم، ومن ثم بدأ نفوذه يمتد.

## توحيد القبائل الإفريقية
في عام 1874ن بدأ الغزو التدريجي لكل القرى المجاورة لعاصمته، وتحالف مع المسلمين في مدينة كانكان، وبهذا استطاع أن يهزم جماعات مهمة من القبائل، وازدادت سيطرته على كافة فوتا جالون، ونجح في تحطيم كل القوى المنافسة له، وصار أكبر قائد لإمبراطورية إسلامية عرفها شعب المالينك.
في الخامس والعشرين من يوليو سنة 1884م جمع ساموري توري أهله في احتفال وأعلن لهم أنه سيلقب نفسه بلقب الإمام، وطلب من أهله ورعاياه أن يعتنقوا الإسلام، وفي نوفمبر من العام نفسه منع الخمر شربًا وبيعًا في مملكته، ومنع العادات الوثنية، وبدأ في تطبيق الشريعة الإسلامية.
كان الفرنسيون قد عزموا على الاستيلاء على كل المنطقة التي يجري فيها نهر النيجر، فأتاهم الله بهذا البطل ساموري توري الذي كبدهم من الخسائر في الأموال والرجال ما لم يتوقعوه، حتى أن بيروز (peroz) وهو من كبار عساكر الفرنسيين لقبه بنابليون السودان، وهذا البطل العظيم هو في الحقيقة فوق هذا اللقب بكثير، فقد دوّخ الفرنسيين بجهاد جليل دام ثلاثة عشر عامًا بالرغم من بدائية أسلحته أمام آلة الحرب الفرنسية الجبارة، لكنه الإيمان إذا وقر في القلوب فلا يقوم أمامه شيء.

## إمبراطورية ساموري توري

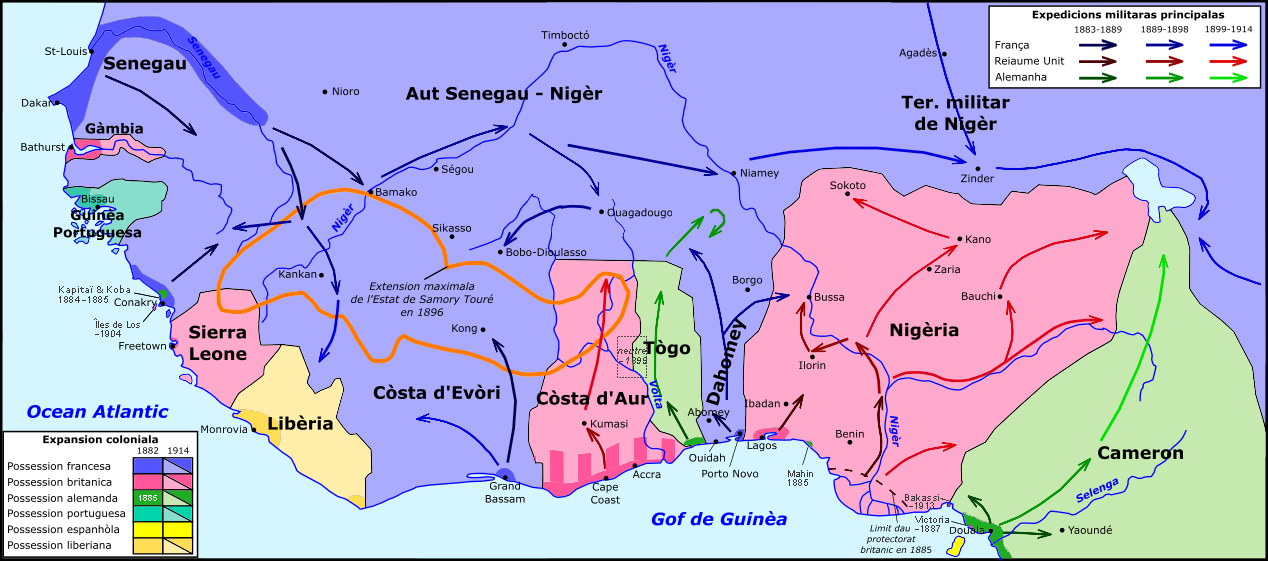
امبراطورية ساموري توري في غرب إفريقيا 1896

وتفصيل إنشائه الدولة ومقاومته الجليلة للفرنسيين أنه اتخذ من بلدة بيساندوجو Bissandougou عاصمة لملكه، وأقامها على الجهاد في سبيل الله وأحكام الشريعة الإسلامية، وهذا ما أكسبه عقيدة قتالية قوية، وقد اضطر أن يهادن جيرانه من الإنجليز حتى لا يكثر من خصومه.

## إنشاءه لجيش
أنشأ ساموري توري جيشًا قويًا نسبيًا قسمه ثلاثة أقسام، على النحو التالي:
- أفضلها وأعظمها قوة: جعلها قائمة في وجه الفرنسيين ليمنعهم من التدخل في البلاد.
- القسم الثاني: جعله لحفظ الأمن في بلاده.
- القسم الثالث: جعله للتوسع ونشر الإسلام.

وبلغ من حرصه على جيشه أنه استطاع أن يصنع بعض الأسلحة وقطع الغيار محليًا، وباقي الأسلحة يشتريها من مدينة فريتون بسيراليون.
وقد فرض ساموري توري على زعيم كل قرية أن يأتيه بمجموعة من الشباب الصالحين للجندية، وفي أوقات السلم كانت القوات الاحتياطية تُسرّح ستة أشهر لتعمل في فلاحة الأرض وإجراء المنافع، لتعود بعد ذلك، فإن كان في حاجة لها أبقاها وإلا سرّحها مدة أخرى وهكذا.
قسم ساموري توري بلاده تقسيمًا إداريًا منضبطًا إلى 162 إقليم، في كل منها 20 قرية على كل منها زعيم، وفوق الزعيم حاكم الإقليم، وفوق حكام الأقاليم الإمام الذي من مهامه نشر الإسلام والقضاء على الوثنية، وتقوية الدولة والمحافظة عليها.
وقد أكثر ساموري توري من بناء المدارس والمساجد، ونشر الوعاظ، واهتم بتحفيظ القرآن الكريم.

## حروب ساموري توري مع القبائل الأفريقية
واجه ساموري توري بعدو مسلم واسمه تيبا تراوري حاكم كندوجو، والذي أضعف قتاله ضد الاستعمار الفرنسي، وتعون تيبا مع الفرنسيين، وكان تيبا العدو الأول لتوري لكنه ليس الوحيد، فقد ساعد الفرنسيين كثيرًا في محاصرة ساموري، بحيث كان الفرنسيون يهجمون عليه من جهة فيهجم عليه تيبا من جهة أخرى.

## حروب ساموري توري مع فرنسا
توسعت فرنسا في غرب إفريقيا لتسترد هيبتها التي فقدت عقب هزيمتها في 1870م أمام روسيا، وأيضًا استفادت من مقررات مؤتمر برلين سنة 1302/1884م الذي سمح بتنظيم الاحتلال الأوروبي للقارة السوداء، فوضعت فرنسا نصب عينيها مملكة الإمام ساموري توري، ووجدت الفرصة سانحة عندما تحالف معهم عدوه تيبا تراوري حاكم كندوجو.
فكانت فرنسا تنسق مع تيبا ليحرك قواته إذا حركت هي قواتها حتى تُضعِف من مقاومة ساموري، واستمرت فرنسا بمحاربه حتى اضطر لهدنة تنجلي بموجبها قواته من الضفة اليسرى لنهر النيجر تماماً ويعترف باستيلاء فرنسا عليها وعلى مناجم الذهب في بوريه، وإرغامه على التعامل مع المراكز التجارية الفرنسية، ومقابلها تعترف له فرنسا بملكيته للضفة اليمنى من النهر.
بعد المعاهدة توجه ساموري توري إلى عدوه تيبا ليقضي عليه وحاصره ستة أشهر في عاصمته سيكاسو لكنه أخفق في فتحها، ولجأ الفرنسيون إلى الحيلة ليخففوا عن حليفهم تيبا الحصار ففك الإمام حصاره عن العاصمة وعاد إلى بلاده لكن بعد أن تحمل خسائر كبيرة فقد قُتل سبعة آلاف من جنده واثنين من أشهر قادته، وثار بعض شعبه عليه في أعقاب هذه الحملة، وعارضوا مطالبه بزيادة الجند.
وبعد تولى أرشينار قيادة الجيش الفرنسي، فرض على ساموري معاهدة أخرى سنة 1889م تنازل فيها ساموري توري عن بعض الأراضي وتعهد بعدم الإغارة على البلاد التي احتلتها فرنسا، وقبلها ساموري توري؛ لأنه كان في حالة ضعف ولم يشأ أن يصطدم مع الفرنسيين آنذاك.
وأراد القائد الفرنسي أن يستغل تيبا في صراعه مع الإمام مرة أخرى، خاصة أن تيبا أرسل له رسالة يقول له فيها: «إني على ثقة من حسن استقبال أهل البلاد لكم فهم لن يخافوكم، ولن يخشوا إغاراتكم، وسوف يتغير رأيهم فيكم، وتتلاشى كراهيتهم عندما يتفهمونكم ويدركون أغراضكم.»

### سقوط كانكان وبيساندوجو
وحاول أرشينار أن يستميل ساموري توري وأن يغريه بالعروض المختلفة لكسب ولائه، لكن قوبلت هذه العروض بالرفض. وقد استطاع القائد أرشينار أن يحتل مدينتين من مدن ساموري توري، وهما: كانكان، وبيساندوجو، لكن عندما دخلها وجدهما أكوامًا من الرماد، فقد أحرقهما الإمام حتى لا يُستفاد منهما بشيء.
وكانت مملكة ساموري تدعوها فرنسا بالإمبراطورية المتنقلة؛ لأن ساموري كان كلما فقد جزءًا من مملكته يحاول التوسع بمناطق أخرى مجاورة، فكأنه لم يفقد شيئًا وإنما غير حدود مملكته بهذا.
غيرت الحكومة الفرنسية القائد أرشينار وأتت بقائد آخر اسمه بونييه (Bonnerr) بغية تحقيق نصر سريع بعد أن طالت مدة مقاومة ساموري، وجرد القائد الجديد حملة بقيادة مونتي (Monteil) لكنها منيت بهزيمة ساحقة من قوات الإمام ساموري وأسر عدد من الجنود الفرنسيين، ثم أرسلت فرنسا حملة أخرى فهزمت كما هزمت سابقتها، فجنحت فرنسا للسلم، وأرسلت حاكم السنغال الفرنسي ليعقد معاهدة مع الإمام الذي قبلها لحاجته إلى الراحة والاستعداد ونشر الإسلام، لكن الفرنسيين لجأوا إلى الحيلة والخداع في هذه المعاهدة وتمكنوا على إثرها من تعقب الإمام في معركة كبيرة في يوليو سنة 1898م كسبها ساموري ضد القائد الفرنسي لارتيج (Lartigue) لكنه أخطأ فتحرك غرباً فدخل الغابات الاستوائية وجبال الدان في فصل الأمطار، لتنتشر المجاعة والتشتت بين جنده فلم يجتمعوا بعد هذا.
أراد ساموري أن يعود إلى ساننكورو لكن الفرنسيين رفضوا إلا أن يأتيهم بأبنائه رهينة ويسلم أسلحته فعظم عليه ذلك فواصل القتال حتى قبض عليه، ونفي إلى جزيرة أوجويه في سنة 1889م وقيل نفي إلى الغابون، وتوفي في سنة 1900، واستقرت فرنسا في غرب إفريقيا عقب هذا الانتصار المفاجئ.
وقد ترك حفيدة أحمد سيكو توري ليتولى المقاومة من بعده وليصبح أول رئيس لغينيا التي حصلت على استقلالها سنة 1958م.

## قتله لابنه
أحد المواقف الشهيرة في حياة الإمام ساموري توري، هو أن الفرنسيين اختطفوا ولده، ثم ساوموه على رده مقابل بعض التنازلات، لكنه لم يقبل بها وأبقى على ابنه عند الفرنسيين. انتقل ابنه إلى فرنسا لمدة ست سنوات، واستطاعوا التأثير عليه وتغيير أفكاره ليصبح منهجه مخالفاً لمنهج أبيه، وأرسل إلى أبيه ليقنعه بترك النضال ضد الفرنسيين، لذلك قتل توري ابنه أمام الناس، رافضًا قبول دعوات ابنه، وبالتزامه بعقيدة الولاء والبراء.